# Luk Vankessel
Luk Vankessel, artiestennaam van Lucas "Luk" Guillaume is een Vlaamse rockzanger, die vooral bekend was eind jaren 70 en begin jaren 80. Eerst was hij actief in verschillende groepen en ging daarna solo. Zijn artiestennaam ontleende hij naar eigen zeggen aan de plaats waar hij in het begin van zijn muzikale carrière woonde.
Luk Vankessel vormde samen met Jean-Marie Aerts, Jean Vandooren en Stoy Stoffelen in 1972 in Leuven de band Split. In 1974 ging hij solo en scoorde de hits "Voel Eens Annelieze", "Mia", "Eenzaamheid", "Hotel Paradiso" en verschillende andere radiohits. In oktober 2024 runde de Vlaamse zanger en muzikant nog steeds samen met zijn vrouw Danielle Vandepaer een krantenzaak in de Mechelsestraat in Leuven. Deze winkel, opgestart in 2006, vormde in 2010 het decor van de beginscènes van de VRT-1 televisiereeks Rang 1.
In de Radio 1-reeks De Dikke Delvaux wordt Vankessel door presentator Jan Delvaux, een expert in Belgische popmuziek, «de Vlaamse Forrest Gump» genoemd omdat hij, net als de protagonist uit de gelijknamige film, vaak in de buurt was bij belangrijke wendingen in de Vlaamse rockmuziek. Zo deden dankzij hem Jean-Marie Aerts en Stoy Stoffelen hun eerste podiumervaringen op en stond hij mee aan de basis – toevallig weliswaar – van de carrière van charmezanger Willy Sommers, quizmaster Herman Van Molle en internationaal bekende illustrator en grafisch ontwerper Ever Meulen.

## Biografie
Na zijn jeugd in Vilvoorde studeerde Luk Guillaume in de jaren 60 Toegepaste Grafiek aan het Sint-Lucasinstituut in Brussel (1964-1969). Tijdens zijn hogere studies werkte hij reeds als grafisch vormgever bij Humo, later enkele jaren als journalist bij het blad Mimo, het zusterblad van het weekblad Humo en nog later opnieuw als zelfstandig grafisch ontwerper in zijn bedrijfje Blueprint en Artwork. Met Grote Onderscheiding studeerde hij in 1969 af met zijn eindwerk, een achtdelige Beatles-biografie die verschenen was als bijlage bij HUMO. Met de technieken en spirit die hij afgekeken had van het Nederlandse undergroundblad "Hitweek" realiseerde hij in 1972 voor hetzelfde blad onder het goedkeurend oog van Guy Mortier, de toenmalige nieuwe hoofdredacteur, een reeks markante bijlagen over leven en carrière van Elvis Presley. 
In 1969 al introduceerde hij zijn studiegenoot en vriend, de tekenaar Eddy Vermeulen, bij Mortier, die vervolgens vele jaren van zijn beste werk in Humo publiceerde. Vermeulen zou als Evermeulen doorgroeien naar de wereldtop op het vlak van illustratie en grafische vormgeving.
Later zou Luk Guillaume ook nog als grafisch vormgever van in den beginne meewerken aan het geruchtmakende satirisch weekblad De Zwijger, opgericht in 1982 door journalist en publicist Johan Anthierens en Herman van Hove, de stichter van de uitgeverij Biblo. Hij bleef daaraan meewerken tot het blad financieel ter ziele ging in 1984.
Met zijn vriend Karel Anthierens, de broer van enfant terrible Johan, werkte Luk zijn hele grafische carrière aan diverse kranten- en tijdschriftenprojecten. Met Evermeulen aan krantjes voor de Brusselse schouwburgen De Beursschouwburg en de Ancienne Belgique. Alleen vanaf de tweede helft van de jaren 70 aan vele grafische uitgaven van het nieuwe, experimentele Brusselse Kaaitheater, opgericht door de gedreven Hugo De Greef. 
In de jaren 90 vinden we Luk Guillaume terug als artdirector van het Franstalige Brusselse weekblad "L'Instant" (een soort Knack).
Bij het faillissement van de Belgische luchtvaartparel SABENA maakte hij in 2002 als mede-samensteller, co-redacteur en vormgever samen met VRT-journalist Steven Decraene het opgemerkte boek "SABENA Air Nostalgie", uitgegeven door Van Halewijck.
Een ander boek, het boek van de ingenieurs Justin La Rivière en Ivo Terrens, "De Dijle in Leuven, een vloek en een zegen" uit 2014 is een standaardwerk wat betreft 120 jaar waterbeheersing (1891-2014) van deze rivier. Het 200 bladzijden tellende werkstuk kwam er in opdracht van het Ministerie van de Vlaamse Gemeenschap (Aminal en VMM). Luk Guillaume werkte er intensief aan mee als researcher, redacteur, fotograaf en vormgever. Voor deze overheden layoute hij vanaf de eeuwwisseling ook vele folders en andere uitgaven.
Als lid van het Leuvens Historisch Genootschap fotografeerde hij de laatste twintig jaar vele duizenden keren die diverse Dijle-armen en alles wat er in haar buurt op historisch gebied vooral in het noorden van de stad reilt en zeilt. En in de krantenwinkel van deze duivel-doet-al worden nog altijd ingelijste erfgoedfoto's van het oude Leuven aangeboden.
Een andere bekende realisatie van zijn hand was een reeks kwalitatief hoogstaande zeefdrukken, tot 17 kleuren, die hij in het begin van de eeuwwisseling maakte van covers van de eerste albums uit de stripreeksen Suske en Wiske en Bessy, in samenwerking met de schoonzoon van Willy Vandersteen, vriend en collega-grafisch ontwerper Michel Vanbeneden, de man van Christiane Vandersteen. Ook de restauratie, druk en verkoop van twee iconische Vandersteen-kalenders deden ze samen. De verkoop verliep via postorder maar ook tijdens stripbeurzen in België en Nederland. 
Bij Standaard Uitgeverij bracht hij in 2005 het unaniem goed ontvangen en verkocht boek uit "Willy Vandersteen – De Interviews – De Foto's – 1946-1990" (samenstelling, concept, redactie en vormgeving).
In 1977 maakte de Vlaamse televisie een avondvullend programma rond Vankessel: "De Laatste Rit". Het scenario en de interviews met Vankessel "à la Koot en Bie/Monty Python" werden gemaakt door de toen 21-jarige Herman Van Molle, die door zijn prestatie gelanceerd werd als tv-maker en een bekend quizmaster en programmamaker zou worden.
Met zijn grafisch werk bleef Luk Guillaume ook nauw bij de muziek betrokken. Zo werkte hij voor de "major platenmaatschappijen" aan lp's en singles van Belgische rockgroepen zoals The Scabs, TC Matic en Arno, Scooter, The Bet, Toy, The Machines, Rvhg, De Kreuners. Ook ontwierp hij honderden advertenties, affiches en winkeldisplays voor platen en concerten van buitenlandse acts die België aandeden.

## Muzikale carrière

### The Tacs Clan en The Yeats
Luk Vankessel begon zijn muziekcarrière in de jaren 60 als zanger-medeoprichter van The Tacs Clan, een Vilvoordse-Halse Engelstalige coverband die zeer populair werd in het Pajottenland en daarbuiten. Een nieuwe wind woei door de balzalen met een repertoire van Yardbirds, Kinks, Manfred Mann, Them, Animals, Equals, Who en ook alles van de eerste twee lp's van The Rolling Stones en de A en B-kantjes van hun singles, maar ook het obligate "La Bamba (kuskesdans). The Beatles waren voor ons oets te moeilijk" Luk: "We wonnen belangrijke orkestwedstrijden (rock, soul), een ereplaats in de finale van "De Gouden Micro 1966" in het sportpaleis van Gent en de eerste prijs in deze concours van de beste drummer, Hugo "Smally" Deruysser, eveneens Vilvoordenaar, die met "Little B" van The Shadows eerder al in 1964 "Ontdek de Ster" van de BRT had gewonnen". Luk vervolgt: "Een cassette van twee eigen Engelstalige nummers werd rond 1968 in de brievenbus van de Brusselse platenmaatschappij DECCA gedropt maar reacties bleven uit, ze verdwenen in de duisternis van de tijd. "Luk: "Die opnamen in de Brusselse filmschool RITCS waren het eindwerk van een student en fan van The Tacs Clan, een zekere Hugo Magnus, zijn naam ben ik mij altijd blijven herinneren, maar hem contacteren is er nooit meer van gekomen. Daar beschikten ze toen nog niet over modernere reverb-toestellen, dus voor een streepje echo en galm op mijn stem werd mijn zangmicrofoon in de opnamestudio verbonden met een luidspreker in een badkamer een verdieping lager en werd het weerkaatsende geluid tegen de gladde muren via een microfoon vervolgens opnieuw naar boven naar de bandopnemer in de opnamestudio gestuurd, een bekende vroegmiddeleeuwse techniek, welbekend van jaren 50-opnamen met Elvis Presley, Roy Orbison of The Everly Brothers! Ik zou nu wat graag dit eerste contact met een opnamestudio willen terughoren al denk ik niet dat het veel soeps moet geweest zijn."
Nadat de Tacs Clan in 1968 ophield te bestaan omdat de ene na de andere muzikant zijn legerdienst moest vervullen, ging Luk Guillaume zijn zelfde repertoire zingen bij de eveneens Halse groep The Yeats. Daar liet hij zich na korte tijd vervangen door de charmezanger Willy Sommers uit dezelfde streek. De platenmaatschappij Vogue pikte Sommers heel snel op en maakte een grote Vlaamse vedette van hem.
Het is een misverstand dat Luk naar het leger ging. Luk: "De Vietnam-oorlog woedde eind jaren '60 hevig en Amerikaanse groepen als Country Joe & The Fish (zie ook het Woodstock-festival) inspireerde ook hier anti-Amerikaans en anti-militaristisch jongerenprotest. Luk: "Met de psychologische en psychiatrische informatie die de toenmalige Humo-journalist en schrijver Guido Van Meir mij bezorgde, wist ik na veel inoefenen de legerleiding te verschalken en werd ik tot mijn grote blijdschap afgekeurd voor de toen nog in België verplichte legerdienst."

### Lamp, Lazerus & Kris ("De Peulschil", "De Onverbiddelijke Zoener")
Toen zanger Kris De Bruyne de band Lamp, Lazerus & Kris verliet in 1971, werd Luk Guillaume aangetrokken om hem te vervangen voor de nog uitstaande optredens. Daar begon ook de verdere vriendschap tot op vandaag met de muzikanten/tekstschrijvers/radiomakers Guido Vanhellemont en Wim Bulens (die laatste verving nog vóór Lamp & Lazerus een korte tijd de in het leger vertoevende bassist van The Tacs Clan). 

### Split en Luk Vankessel & Split
In 1973 plaatste Luk een zoekertje in de populaire rubriek Wizoektivint! van het weekblad Humo: «Zanger zoekt muzikanten om Nederlandstalige rockgroep te beginnen». Hij kreeg onder meer een reactie van de toen 23-jarige gitarist Jean-Marie Aerts, en samen met bassist Jean Vandooren (ex-Mad Curry) en de jonge hond de drummer Stoy Stoffelen vormden ze de band Split. Vandooren was kort daarvoor ook betrokken bij "Maria Maria" (1972), de debuutsingle van Louisette van Raymond van het Groenewoud (Rvhg), dat de echte start van de zogenaamde "Leuvense scene" inluidde met als promotor wijlen Lieven Vandenbroeck en zijn theaterbureau Artisjok.
Na een jaar experimenteren en repeteren, Nederlandse teksten enten op Angelsaksische rockmuziek, en na het vertrek van Jean-Marie Aerts en Stoy Stoffelen naar Rvhg bracht Luk als Luk Vankessel & Split in 1974 een eerste solo-single uit. "Voel eens Annelieze" werd een instant succes met radio- en televisieoptredens als gevolg. Auteur en producer Guido Vanhellemont had naast Aerts een beroep gedaan op nog méér ontluikend talent, zoals onder meer de toen 22-jarige Jean Blaute op de toetsen, Firmin Timmermans op drums en bassist Yvan Desouter, die het later allemaal in de muziek zouden gaan maken.
Hoewel de groep al sinds de eerste 45 toeren de facto niet meer bestond, werd in 1975 onder de naam Luk Vankessel & Split nog een tweede single uitgebracht. Ik ga dood van verdriet/Doe het dan, met opnieuw Blaute, Timmermans en Desouter, op gitaar Ronnie Sigo van de vroegere populaire band The Jokers. Ook nu volgden radio- en tv-optredens.

### Groep Vankessel
In 1977 scoorde Vankessel sterk met de single '"Mia", een jazzy nummer met onder meer een opvallende bijdrage van de saxofonist Willy Vande Walle in een zeer geslaagde productie van Jean Blaute. Eveneens van de partij waren een opgetrommelde Jean-Marie Aerts en ook weer Firmin Timmermans evenals bassist Mich Verbelen (RvhG en anderen). Daarna zou er elk jaar een nieuwe single volgen en in 1979 in de Brusselse studio van platenboer Alfie Falckenbach en wederom met gitarist Jean-Marie Aerts de eerste lp "Ballen".
In 1981 volgde een hoogtepunt, het bekende Hotel Paradiso uit de tweede lp "Billen", uitgevoerd door een hele nieuw samengestelde groep die zich VANKESSEL noemde. Alle nummers werden geschreven door Luk en in belangrijke mate mede-gearrangeerd door gitarist Marc Mauër, daarbij geassisteerd door de groepsleden Ronny Defau, Frey Defillet en Erik Lemoine. De liedjes werden live gebracht in de avondvullende BRT-special "Dzjin", gepresenteerd door Viona Westra, de ex-zangeres van Mad Curry.
Op de golven van het succes van "Hotel Paradiso" breidde Luk Vankessel in 1981 met de hulp van de Nederlandse aimabele manager Rob De Jong zijn werkterrein uit naar Nederland met opnamen voor Telstar, het conglomeraat van Johnny Hoes. De groep Vankessel kwam er terecht op een nieuw label SKY dat was gecreëerd om Nederlandstalige artiesten als Doe Maar, Toontje Lager, Normaal en Frank Boeijen een kans te geven. Een aparte versie van de vroegere single "Mia" (een vroeg succes in de zalen) werd snel heropgenomen waarmee naast oud en nieuw repertoire Vankessel in 1982, 1983 en 1984 met succes door Nederland toerde, van Terneuzen tot Groningen, a rato van 100 concerten per jaar. 
Voor Telstar maakte de groep Vankessel nog de single "Leugens!" (1983), in 2024 opgepikt door de Nederlandstalige platenmaatschappij Exelsior Recordings voor een verzamelaar van alternatieve Vlaamse popmuziek uit de jaren 80 (release voorzien voor 2025). Eind 1983 volgde nog de kerstsingle "Kerstmis in space".
Zelf noemt hij de jaren in Nederland "qua succes en opwinding toch veruit mijn beste en plezierigste periode".
In 1995 verscheen de verzamel-cd "Mijn Wonderjaren" en de single daaruit "Blij dat ik je heb"/"Ik bleef thuis" (1995), met alweer Stoy Stoffelen, oudgediende bassist Misj Verbelen en meestergitarist Wigbert, in een doorleefde productie van de allround-muzikant Patrick Riguelle, opgenomen in "Room with a view", de Erps-Kwerpse studio van toetsenist Paul Poelmans. 
Na "Wonderjaren" volgde in 1996 een tex-mex-versie van Rocco Granata's "Marina", met op de B-kant "Je foto's, je brieven en je ring" (een bewerking van Luk van een song van The Iguanas) met Max Tax y sus Banditos. Deze band begeleidde in die periode trouwens ook Flaco Jimenez op zijn vele Europese en Midden-Oosten-tournees. Optredens met hen als backing band op "Marktrock" in Leuven en "Boterhammen in het Park" van de AB in Brussel en passages in Tien Om Te Zien (tv-zender VTM) volgden. In 2001 kwam de Cubaans-achtige meezinger uit "Geef ons allemaal iets" (tekst en muziek van de uitgever Paul Govaerts jr.), opnieuw bij Poelmans en opnieuw met de muzikanten van Max Tax (arrangement Luk Vankessel en de band) en ingezongen samen met Ivan Heylen en Roland Van Campenhout. Met Max Tax kwam in 2008 nog een single uit, het weemoedige "De België Blues", eigenlijk een outtake van de sessies in 2001. Luk kende het oude bluesnummer "Tennessee Blues" in een versie van een van zijn "idolen", de Texaanse artiest Dough Sahm en bewerkte het in het Nederlands. Van dezelfde Dough Sahm bestaat nog een niet-uitgegeven "Who are you thinking of", door Luk vertaald als "Aan wie dacht jij vannacht?".

## Discografie

### Singles

#### Luk Vankessel & Split
Voel eens Annelieze – Ik weet nu pas (1974)
(Vanell) / (L. Vankessel)
Label: Vogue
Producer: Guido Van Hellemont
Luk Vankessel (zang, harmonica), Jean-Marie Aerts (gitaar), Jean Blaute (keyboards), Yvan Desouter (bas), Firmin Timmermans (drums), Guido Van Hellemont (backing vocals), Wim Bulens (backing vocals)
Ik ga dood van verdriet – Doe het dan! (1975)
(L. Vankessel)
Label: Vogue
Producers: Luk Vankessel, Guido Van Hellemont
Luk Vankessel (zang), Ronnie Sigo (gitaren), Jean Blaute (piano), Yvan Desouter (bas), Firmin Timmermans (drums)

#### Luk Vankessel
Mia – Koek en ei (1977)
(L. Vankessel/J.M Aerts) – (L. Vankessel)
Label: Omega International/Fonior
Producer: Jean Blaute
Luk Vankessel (zang), Jean-Marie Aerts (gitaar), Nick Roland (gitaar), Jean Blaute (pauken, toetsen), Willy Vande Walle (altsaxofoon), Mich Verbelen (basgitaar, koorleider), Firmin Timmermans (drums), De Sijsjes (backing vocals, Paul Gijselings en Misj Vandermaesen)
De Drilboor Rock – Daarom heb ik de blues (1978)
(L. Vankessel)
Label: Omega International/Fonior
Producer: [Jean-Marie Aerts, Luk Vankessel]
Luk Vankessel (zang), Jean-Marie Aerts (gitaar), Mich Verbelen (basgitaar), Vincent Rouffaer (piano), Stoy Stoffelen (backing vocals, drums), Guido Van Hellemont (backing vocals), Misj Vandermaesen (backing vocals)
Eenzaamheid – Niet in een kooi (1979)
(L. Vankessel)
Label: EMI
Producer: Alfie Falckenbach, Chris Ramon
Luk Vankessel (zang), Jean-Marie Aerts (gitaar), Charlie Deraedemaeker (basgitaar), Rudy De Sutter (piano), Dirk Vangansbeke (drums), Erik Vandermaesen (backing vocals), Judy Mc Queen (backing vocals), Liliane Saint-Pierre (backing vocals), Misj Vandermaesen (backing vocals), Paul Gijselings (backing vocals)
Hotel Paradiso – Doe niet zo kil (1980)
(L. Vankessel/M. Mauer) – (L. Vankessel)
Label: EMI
Producer: Herwig Duchateau
Luk Vankessel (zang), Mark Mauër (gitaar), Ronny Defau (gitaar), Pit Verlinde (toetsen), Jo Duchateau (basgitaar), Eric Lemoine (basgitaar), Frey De Filette (drums), Herwig Duchateau (drums), Guido Van Hellemont (backing vocals), Misj Vandermaesen (backing vocals), Paul Gijselings (backing vocals)
Leugens – Dan zal ik nog naast je staan (1983)
(L. Vankessel/R. Burssens) – (L. Vankessel)
Label: Sky (Telstar)
Producer: Erwin Musper
Luk Vankessel (zang), Ronny Defau (gitaar), Paul Gijselings (koor, synthesizer), Misj Vandermaesen (koor, synthesizer), Ronald Burssens (basgitaar), Frey De Filette (drums, percussie)
Kerstmis in space – Dan zal ik nog naast je staan (1983)
(L. Vankessel / Gijselings-Vandermaesen) – (L. Vankessel)
Label: Sky (Telstar)
Producer: Pieter Koster, Luk Vankessel en Paul Gijselings
Luk Vankessel (zang), Ronny Defau (gitaar), Paul Gijselings (koor, synthesizer), Misj Vandermaesen (koor)
Blij dat ik je heb – Ik bleef thuis (1995)
(L. Vankessel)
Label: BMG Ariola
Producer: Patrick Riguelle
Luk Vankessel (zang), Patrick Riguelle (backing vocals, gitaar, lap steel guitar), Leonard Blaute (accordeon), Wigbert (akoestische gitaar, dobro, elektrische gitaar) Paul Poelmans (orgel), Stoy Stoffelen (drums)
Marina – Je foto, je brieven en je ring (1996)
(R. Granata) – (Rod Hodges van The Iguana's)
Take your pictures, your letter and your ring: Nederlandse bewerking: L. Vankessel
Met Max Tax y sus Banditos
Label: CNR Music
Producer: Paul Poelmans
Luk Vankessel (zang), Max Tax (gitaar), Willem Barten (accordeon),Ricky Haines (basgitaar), Henk Koekoek (backing vocals, saxofoon), Jan Jansen (drums)

#### Ivan Heylen, Luk Vankessel & Roland
Geef ons allemaal iets – Max Tax Cancion (2001)
(L. Vankessel/Paul Govaerts jr.) – (Van Beek/Hains/Koekoek/Felix)
Met Max Tax y sus Banditos
Label: Parasjoet
Producer: Luk Vankessel
Producer stemmen: Guido Vanhellemont
Bewerking muziek en tekst: Luk Vankessel
Luk Vankessel (koor, zang), Roland Van Campenhout (koor, zang), Ivan Heylen (koor, zang), Max Tax (gitaar), Freek Felix (accordeon), Frank Koekkoek (saxofoon), Ricky Hains (contrabas), Pasqualito (drums, percussie), Paul Govaerts Jr. (koor), Max tax y sus banditos (koor)
De België Blues (2008)
(Bobby Charles) Bewerking L. Vankessel
Met Max Tax y sus Banditos
Label: Donor
Producer: Luk Vankessel
Luk Vankessel (zang), Max Tax (gitaar), Willem Barten (accordeon),Ricky Haines (basgitaar), Henk Koekoek (backing vocals, saxofoon), Jan Jansen (drums)

### Albums
Ballen! (1979)
Label: EMI
Producer: Alfie Falckenbach, Chris Ramon
Tracks: Jij bij mij, Al wat ik van je verlang, Eenzaamheid, Ik ben een verliezer, Doe woppa, De vraag is, wat zal haar antwoord zijn?, Heet, Theo het wrattenzwijn, Uit en over, Niet in een kooi, Mijn laatste rit
Luk Vankessel (zang), Jean-Marie Aerts (gitaar), Danny Boddin (piano, synthesizer), Henri Aubruge (accordeon, percussie, piano), Rudy De Sutter (piano), Pietro Lacirignola (saxofoon), Charlie Deraedemaeker (basgitaar), Chas Fonderson (basgitaar), Jacky Lardon (basgitaar), Dirk Vangansbeke (drums), Erik Vandermaesen (backing vocals), Misj Vandermaesen (backing vocals), Paul Gijselings (backing vocals), Judy Mc Queen (backing vocals), Liliane Saint-Pierre (backing vocals)
Billen! (1981)
Label: EMI
Producer: Herwig Duchateau
Tracks: (Laat je niet) Leven, Je maakt me zo zot, Hotel Paradiso, Als je gaat, Laat me niet alleen, Perziken, Jenny Jenny, Liever hard, Na de zomer kwam de herfst, Doodmoe, Doe niet zo kil
Luk Vankessel (zang), Mark Mauër (gitaar), Ronny Defau (gitaar), Eric Lemoine (basgitaar), Jo Duchateau (basgitaar), Jean-Luc Leredotte (toetsen), Pit Verlinde (toetsen), Frey De Filette (drums), Herwig Duchateau (drums), Guido Van Hellemont (backing vocals), Misj Vandermaesen (backing vocals), Paul Gijselings (backing vocals)